# Sławomir Szmal

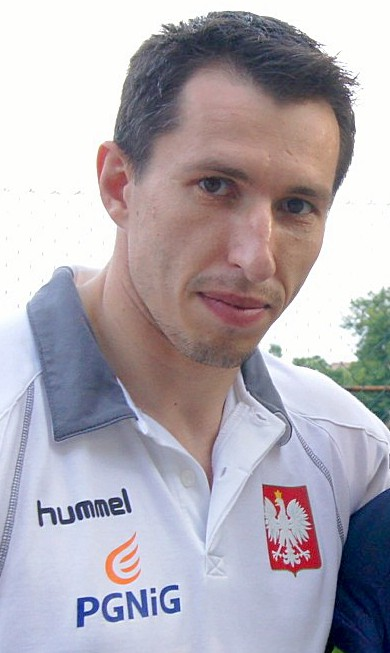
Sławomir Szmal, 2013.

Sławomir Szmal, född 2 oktober 1978 i Strzelce Opolskie, är en polsk tidigare handbollsmålvakt. Han spelade totalt 298 landskamper för Polens landslag, från 1998 till 2018. Han utsågs av IHF till Årets bästa handbollsspelare i världen 2009.

## Klubbar
- ASPR Zawadzkie (1996–1997)
- Huntnik Kraków (1997–1999)
- KS Warszawianka (1999–2002)
- SPR Wisła Płock (2002–2003)
- TuS Nettelstedt-Lübbecke (2003–2005)
- Rhein-Neckar Löwen (2005–2011)
- KS Kielce (2011–2018)

## Meriter

### Med klubblag
- Champions League-mästare 2016 med KS Kielce
- Polsk mästare sju gånger (2012, 2013, 2014, 2015, 2016, 2017, 2018) med KS Kielce
- Polsk cupmästare sju gånger (2012, 2013, 2014, 2015, 2016, 2017, 2018) med KS Kielce

### Med landslaget
- EM 2002 i Sverige: 15:e
- VM 2003 i Portugal: 10:a
- EM 2004 i Slovenien: 16:e
- EM 2006 i Schweiz: 10:a
- VM 2007 i Tyskland:  Silver
- EM 2008 i Norge: 7:a
- OS 2008 i Peking: 5:a
- VM 2009 i Kroatien:  Brons
- EM 2010 i Österrike: 4:a
  - Utsedd till turneringens bästa målvakt
- VM 2011 i Sverige: 8:a
- VM 2013 i Spanien: 9:a
- EM 2014 i Danmark: 6:a
- VM 2015 i Qatar:  Brons
- EM 2016 i Polen: 7:a
- OS 2016 i Rio de Janeiro: 4:a

### Individuella utmärkelser
- Årets bästa handbollsspelare i världen 2009
- Złoty Krzyż Zasługi (svenska: Förtjänstkorset i guld) för landslagets VM-silver 2007